# Beornrad di Mercia
Beonrad o Beonred (in antico inglese Beornræd; ... – 757) è stato un nobile anglosassone, per un breve periodo re di Mercia nel 757.
Beornred ascese al trono merciano a seguito della morte del re Etelbaldo. Nello stesso anno fu tuttavia sconfitto da Offa e costretto a scappare dalla nazione, e poi ucciso. Ci sono poche informazioni al suo riguardo e le sue menzioni sono solitamente brevi. La Cronaca anglosassone, all'anno 757, riporta:
A detta di Ingulf, abate benedettino del XI secolo, Beornred era considerato un tiranno, mentre Ruggero di Wendover, cronista del XIII secolo, afferma che fu un re iniquo e che suscitò la ribellione sel popolo merciano. Probabilmente è stato coinvolto nella morte del suo predecessore. Secondo la professoressa Michelle P. Brown, Beornred è stato ritenuto da alcuni storici membro della stessa dinastia di Beorhtric del Wessex, nonché molti altri eminenti nobili anglosassoni i cui nomi cominciano con la lettera B.